# Manfred Losch

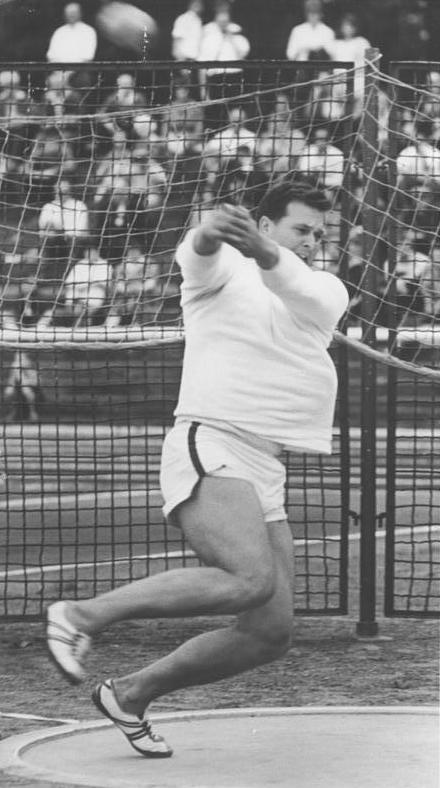
Mit 64,36 m wird Manfred Losch 1964 DDR-Meister im Hammerwurf.

Manfred Losch (* 27. Dezember 1938 in Angermünde; † 1. November 2009 in Schkeuditz) war ein deutscher Leichtathlet und Olympiateilnehmer, der für die Deutsche Demokratische Republik startete. 1966 wurde er bei den Europameisterschaften Vierter im Hammerwurf.
Losch erreichte bei den DDR-Meisterschaften 1959 den dritten Platz und im Jahr darauf den vierten Platz. Bei der Qualifikation für die gesamtdeutsche Olympiamannschaft konnte er sich zusammen mit dem DDR-Meister Klaus Peter und dem BRD-Meister Siegfried Lorenz durchsetzen. Alle drei deutschen Werfer schieden bei den Olympischen Spielen 1960 in Rom bereits in der Qualifikation aus. 1962 belegte Manfred Losch bei den DDR-Meisterschaften den zweiten Platz hinter Martin Lotz. Bei der Ausscheidung für die Europameisterschaften in Belgrad setzten sich Lotz und Losch aus der DDR und Hans Fahsl aus der BRD durch. Alle drei Werfer qualifizierten sich für das Finale und belegten dann die Plätze neun (Fahsl), zehn (Losch) und zwölf (Lotz). 1963 siegte Lotz bei den DDR-Meisterschaften erneut vor Losch, 1964 gewann Losch seinen ersten DDR-Meistertitel, konnte sich aber nicht für die Olympischen Spiele in Tokio qualifizieren. Nach der Vizemeisterschaft 1965 hinter Martin Lotz gewann Losch 1966 seinen zweiten Meistertitel. Bei den Europameisterschaften 1966 in Budapest warf Losch den Hammer auf 65,84 m und belegte Rang vier, er lag rund anderthalb Meter hinter dem drittplatzierten Uwe Beyer aus der BRD. 1967 gewann Losch seinen dritten DDR-Meistertitel, 1968 wurde er Zweiter hinter Reinhard Theimer.
Losch stellte 1962 mit 64,44 m im Mai und mit 65,26 m im Juli zwei DDR-Rekorde auf, die beide auch gesamtdeutsche Rekorde waren. Seine persönliche Bestweite warf er 1968 mit 69,10 m. Manfred Losch startete für den SC DHfK Leipzig, nach seiner sportlichen Karriere war er Hochschulsportlehrer und Oberlehrer an der DHfK in Leipzig, wo er zum Dr. paed. promovierte. Bei einer Körpergröße von 1,98 m betrug Loschs Wettkampfgewicht 123 kg. Sein fast fünf Jahre jüngerer Bruder Hartmut Losch wurde 1969 Europameister im Diskuswurf.